# Kantrowitz-határ
A gázdinamikában a Kantrowitz-határ egy elméleti koncepción alapul, mely az áramló folyadék vagy gáz áramlási (fojtás-) határértékét írja le szuperszonikus, vagy közel szuperszonikus áramlási sebesség mellett, zárt rendszerben. A határérték az elnevezését Arthur Robert Kantrowitz amerikai tudós és kutató után kapta. 
Egy zárt rendszerben Kantrowitz megállapítása szerint az áramlás sebessége a helyi hangsebességig fokozható, ott az áramlás eléri azt a határértékét, ami fölött „elfojtódik”. Az áramlási sebességet nem lehet fokozni a Kantrowitz-határ fölött, az áramló közeg mennyisége efölött az érték fölött tovább nem növelhető.

## Alkalmazása
A Kantrowitz-határértéket alkalmazzák a sugárhajtóművek és rakéták áramlási számításainál, vagy éppen a Hyperloop maximális sebességének a meghatározásánál.

### Hyperloop

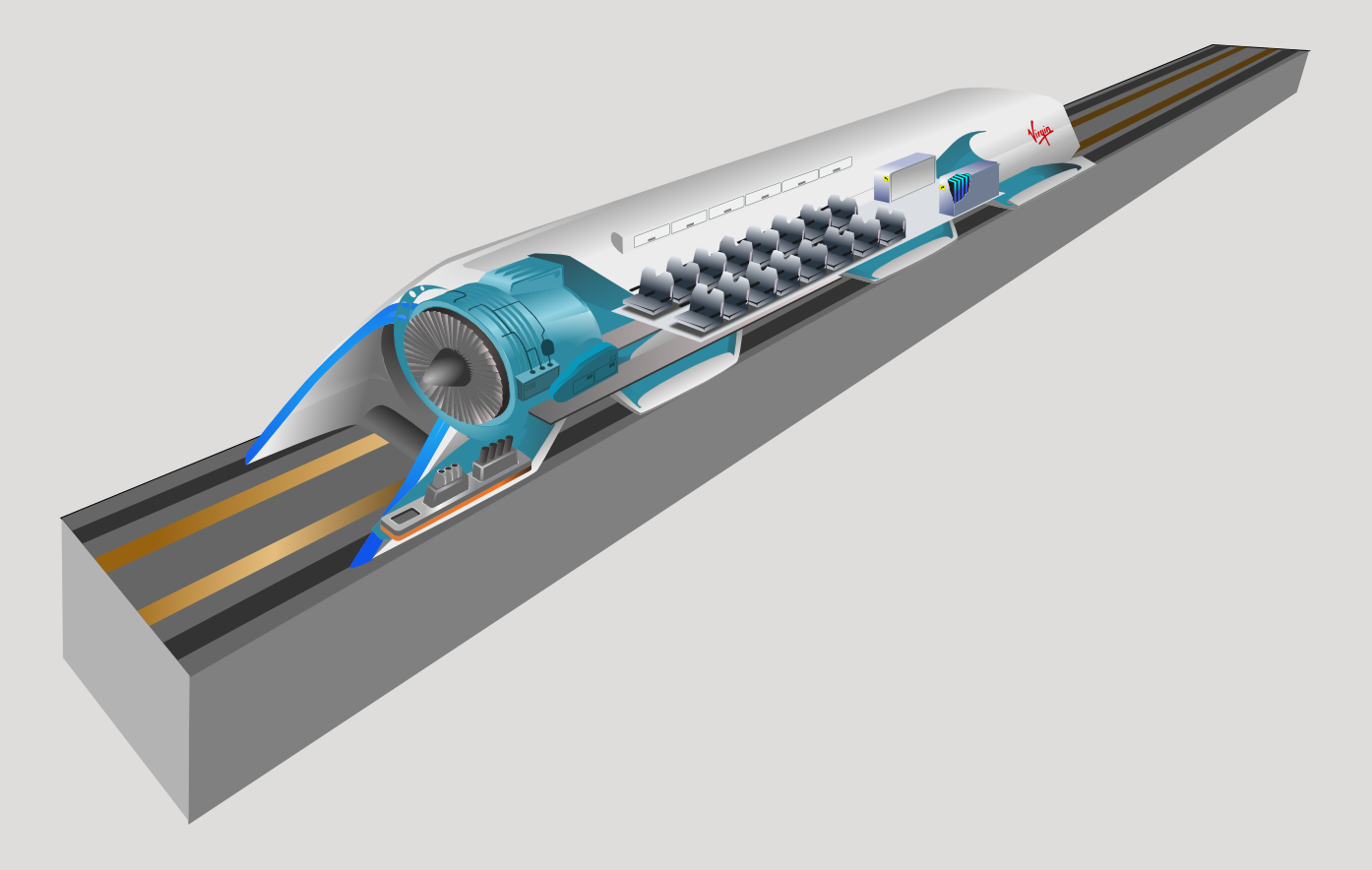
A Hyperloop Alpha koncepció-rajza. Az elején látható kompresszor a Kantrowitz-határ növelésére szolgál

A Hyperloop esetén a kabin egy nyomás-csökkentett csőben halad nagy sebességgel. Amikor a kabin fala és a cső közötti levegőáram eléri a hangsebességet, az áramlás lefojtódik, és ez a kabinon fokozódó légellenállást eredményez. Ebben az értelemben a Hyperloop esetén a Kantrowitz-határ jelenti a „sebességkorlátozást”, lehatárolja a zárt csőben elérhető maximális sebességet. 
A Kantrowitz-határérték két módon növelhető a Hyperloop esetén:
Egyrészt a cső keresztmetszetének a növelésével, konkrétan a kabin és a cső közötti távolság növelésével. Ez a megoldás jelentősen növeli a technológia költségeit, nem praktikus.
A másik megoldás szerint a levegő nyomását kell csökkenteni a kabin előtt. Ez egyrészt a cső légnyomásának a csökkentésével érhető el, másrészt a járműbe telepített légkompresszorral, ami a levegőt szeparált csatornán vezeti át a járművön, csökkentve az kabin fala és a cső közé jutó levegő mennyiséget, és kitolva ezzel az elérhető maximális sebességet. Ezzel a Hyperloop nagyjából 1100 km/h maximális sebességet valószínűsít a technológia számára.
A Hyperloop Kantrowitz-határértéke az alábbi egyenlettel számolható ki:
{\displaystyle {\frac {A_{aramlasi}}{A_{cso}}}=\left[{\frac {\gamma -1}{\gamma +1}}\right]^{\frac {1}{2}}\left[{\frac {2\gamma }{\gamma +1}}\right]^{\frac {1}{\gamma -1}}\left[1+{\frac {2}{\gamma -1}}{\frac {1}{M^{2}}}\right]^{\frac {1}{2}}\left[1-{\frac {\gamma -1}{2\gamma }}{\frac {1}{M^{2}}}\right]^{\frac {1}{\gamma -1}}}
| ahol:                        | |
| {\displaystyle A_{aramlasi}} | = az áramlási terület keresztmetszete a cső és a kabin között, valamint a kabinon található kompresszor által szállított légmennyiség |
| {\displaystyle A_{cso}}      | = a cső keresztmetszete |
| {\displaystyle M}            | = Mach hányados |
| {\displaystyle \gamma }      | = {\displaystyle {\frac {c_{p}}{c_{v}}}} = izentrópiás expanziós tényező                                                              |
|                              | ({\displaystyle c_{p}} and {\displaystyle c_{v}} a gáz nyomás és hőmérséklet állandója és a mennyiség-állandója),                     |

## Fordítás
- Ez a szócikk részben vagy egészben  a   Kantrowitz limit című angol Wikipédia-szócikk ezen változatának fordításán alapul.  Az eredeti cikk szerkesztőit annak laptörténete sorolja fel. Ez a jelzés csupán a megfogalmazás eredetét és a szerzői jogokat jelzi, nem szolgál a cikkben szereplő információk forrásmegjelöléseként.